# Hoga FC
Hoga Football Club w skrócie Hoga FC – somalijski klub piłkarski, grający niegdyś w pierwszej lidze somalijskiej, mający siedzibę  w mieście Mogadiszu.

## Sukcesy
- I liga[1]
  - mistrzostwo (1): 1968.

## Występy w afrykańskich pucharach
| Sezon | Rozgrywki       | Runda   | Kraj  | Klub     | Dom | Wyjazd | Dwumecz |
| ----- | --------------- | ------- | ----- | -------- | --- | ------ | ------- |
| 1968  | Puchar Mistrzów | wstępna | Sudan | Burri SC | 2–0 | 1–4    | 3–4     |

## Stadion
Domowe mecze klub rozgrywa na stadionie o nazwie Banadir Stadium w Mogadiszu, który może pomieścić 10000 widzów.